# 久保田城 (上総国)
久保田城（くぼたじょう）は、千葉県袖ケ浦市久保田字浜宿（上総国望陀郡）にあった日本の城。

## 概要
久保田城は、市原市椎津の椎津城の西南2.5kmの距離にあり、内房線姉ケ崎 - 長浦間の線路沿いの高台の上にある。
市原市椎津にある、房総武田氏（真里谷氏）の椎津城の出城の1つである。別称「窪田城」。

## 沿革 築城
『日本地理志料』巻18には、久保田城は、里見義成（里見成義）の築城によると記されているが、この城郭は南西側（蔵波方面）が正面で、浜宿川が正面水堀の役目を果たし、北東側（椎津城方面）が背面（搦手）であることから、城郭の向きから里見氏に備えた椎津城の出城にあたり、袖ケ浦市蔵波の蔵波城と同様に武田信政（真里谷信政）が築城したものと見られる。
『上総町村誌』には、「久保田村西方ノ丘上ニ在リ俚俗城山ト云フ。・・・伝ヘテ里見義成ノ城所トナシ、其子義通之ニ居ル。又笠原新六郎之ヲ守ル。後北条氏ノ攻ムル所トナリ、笠原氏此ニ死ス。而テ北条氏ノ臣某ノ居ル所トナリ、天正十八年豊臣氏ノタメニ城陥ル」とある。

しかし、『君津郡誌』では、里見記や房総里見軍記等の諸書の記述から、「久保田城の里見義成の初めて築きしにあらざるを知るに足る。」としている。
また、松田尾張守の子、笠原新六郎は北条方の将であり、上総町村誌の内容は「誤り伝えたる」としている。

## 構造

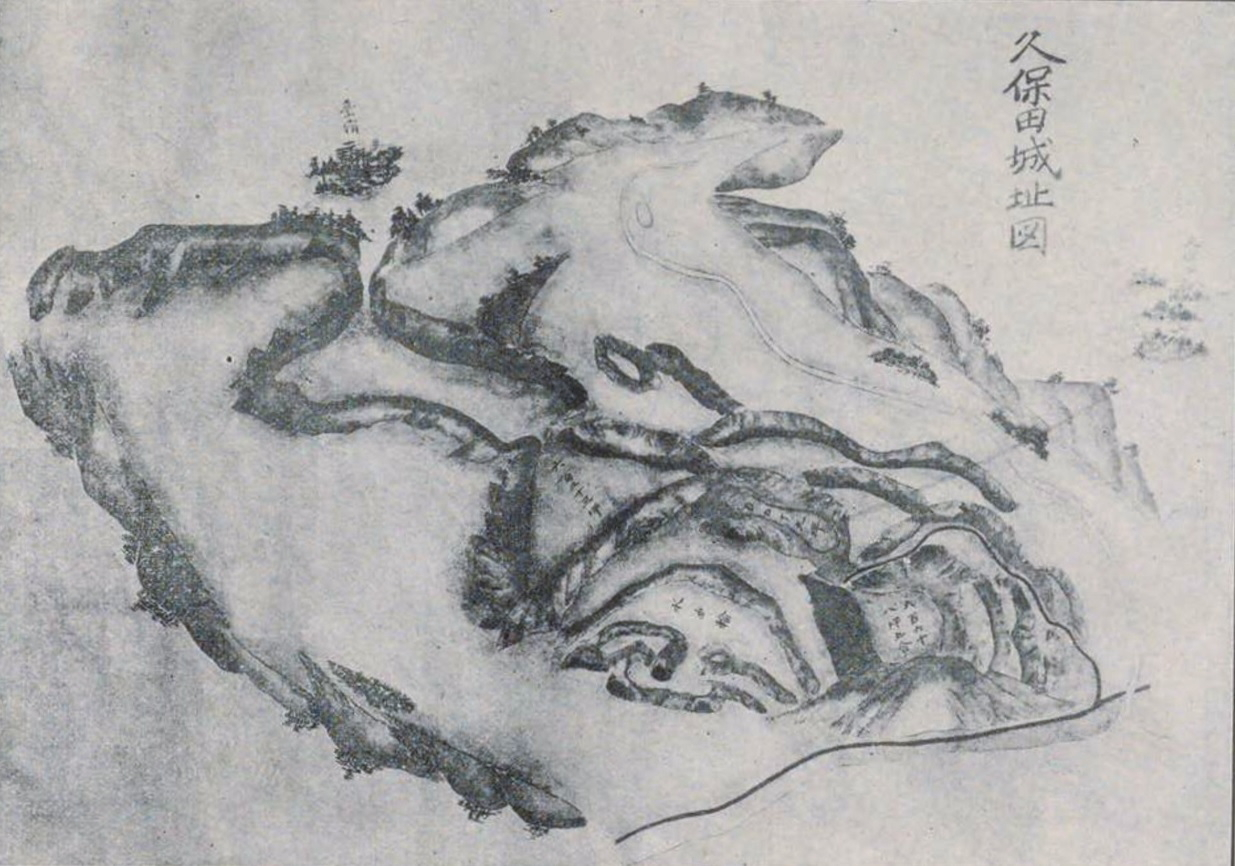
久保田城址図（君津郡誌）

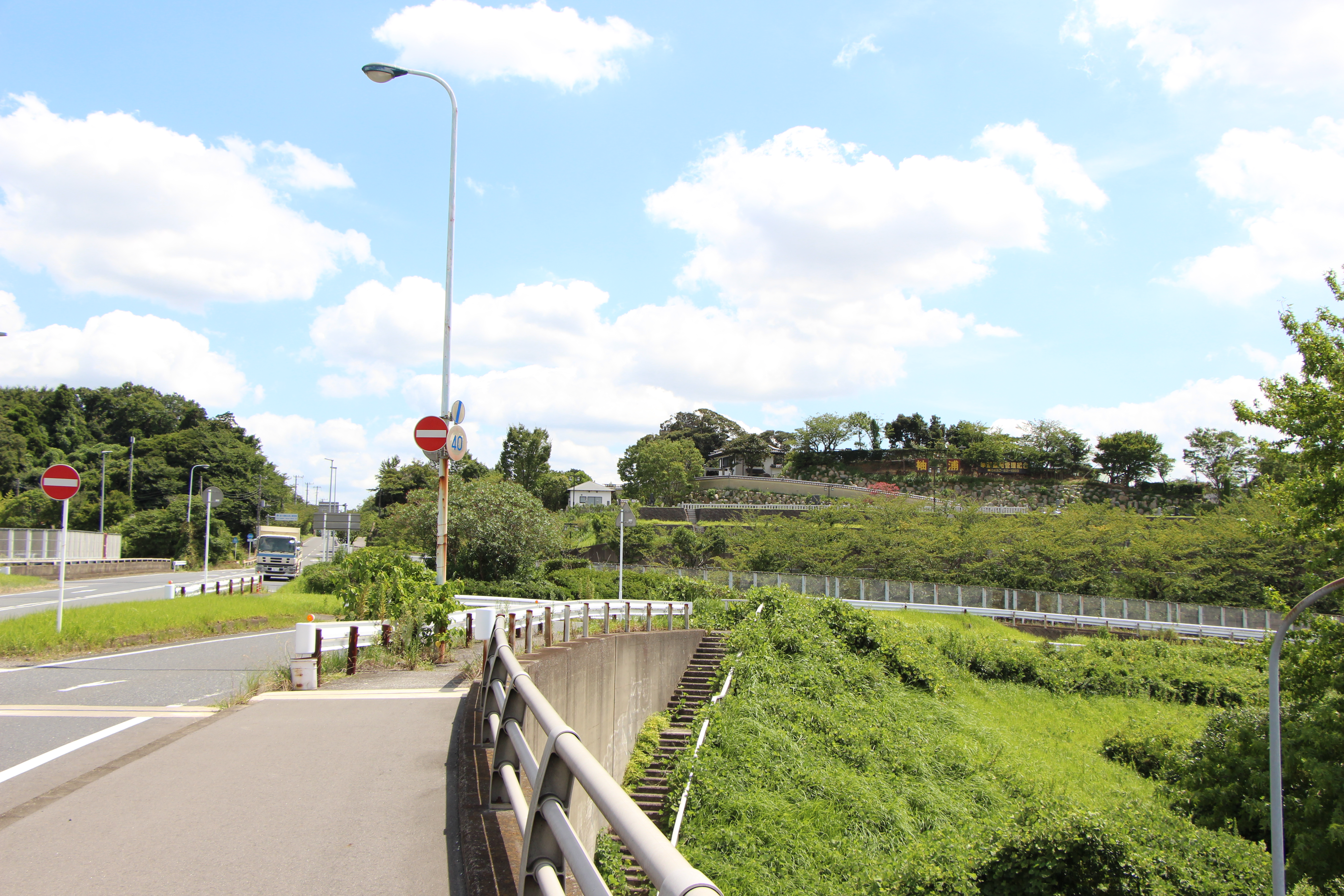
海側から臨む。城址を分断する県道300号線（左）と城址に建つ宗教施設（右）

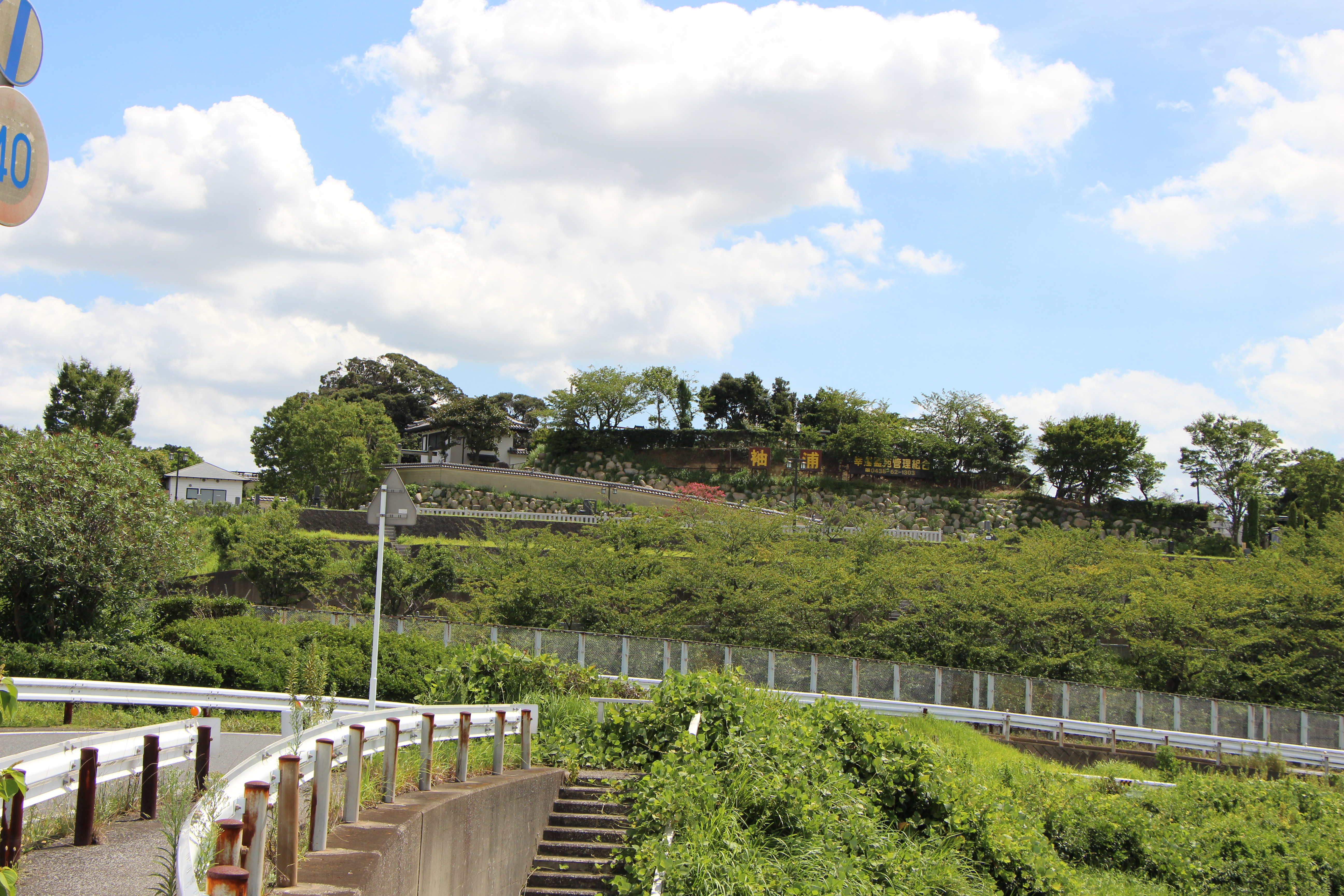
石垣は近年建てられた宗教施設のもの

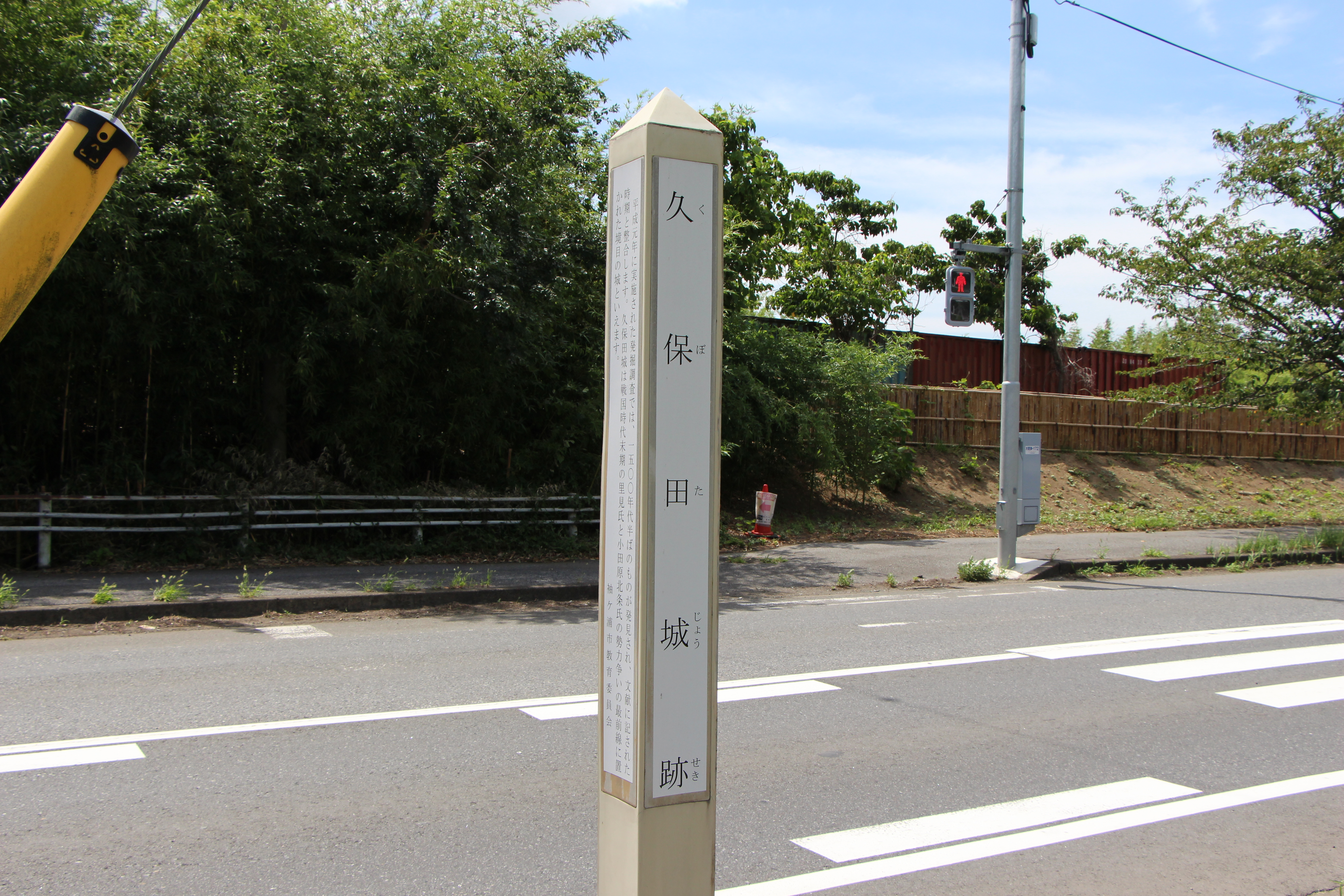
久保田城標柱

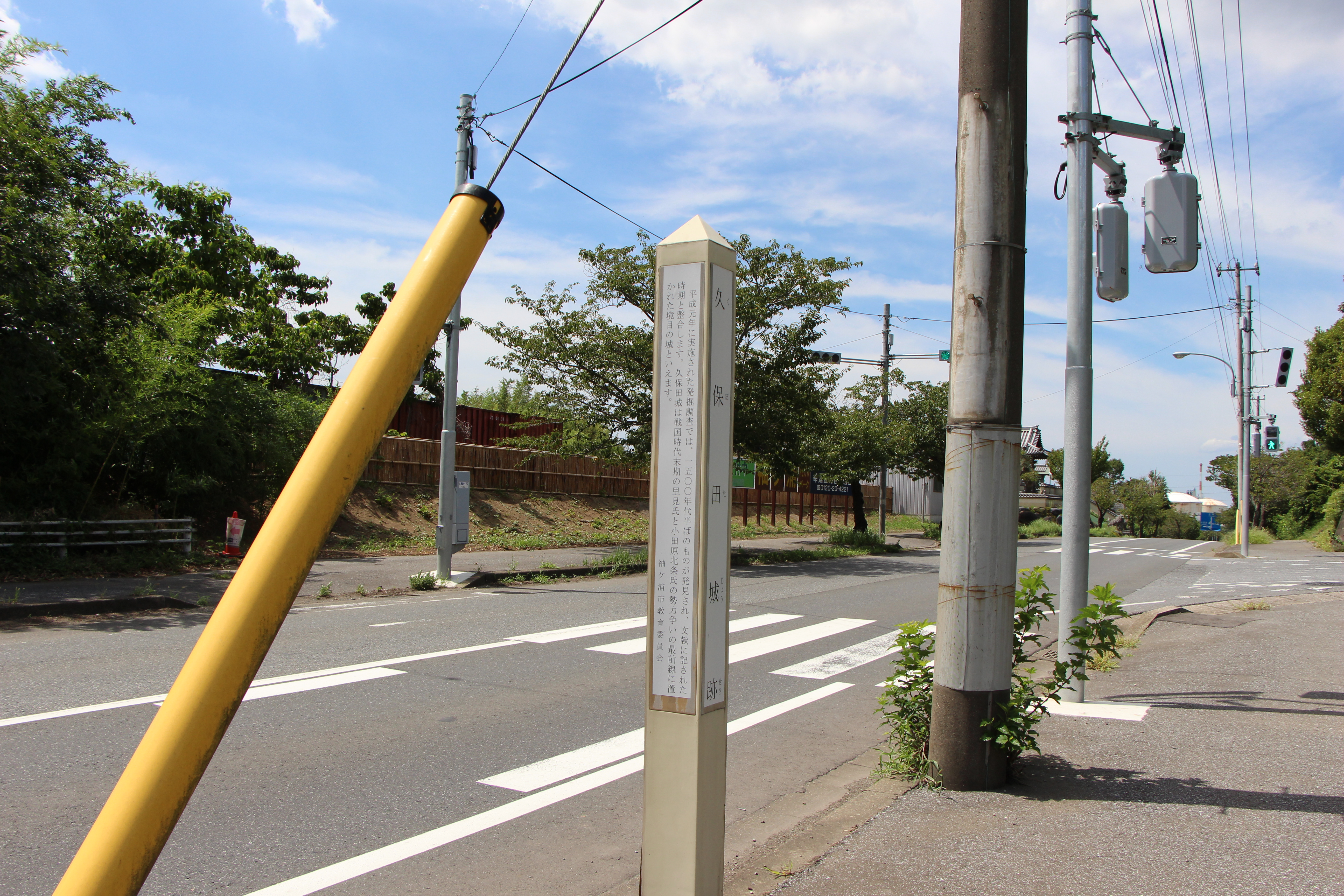
久保田城標柱

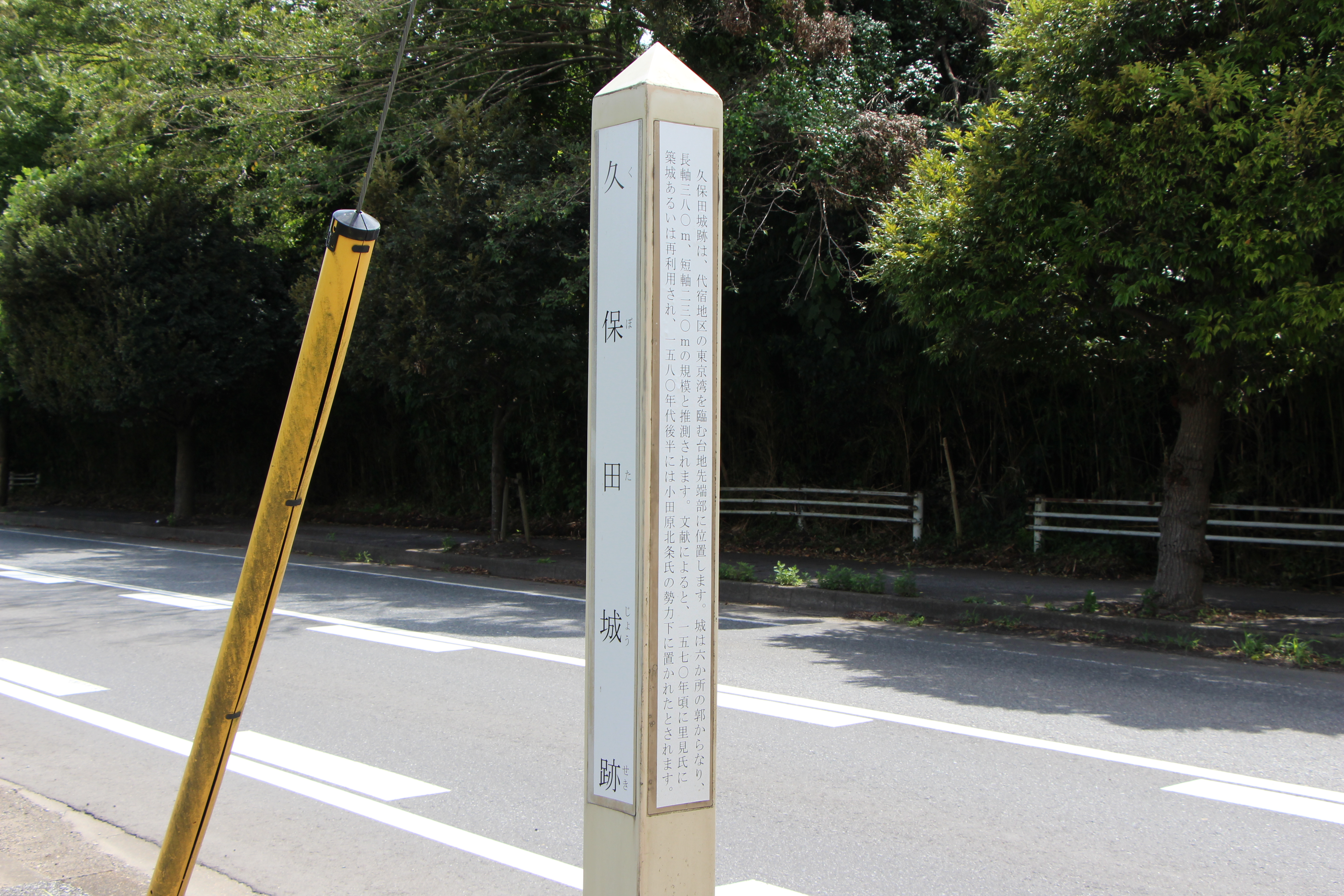
久保田城標柱

東京湾沿いの高台にある、平山城で、6つの郭から成り、380ｍ×230ｍの城址となっている。
『君津郡誌』には、「同村久保田字城山にあり、丘陵の上に平らかなる地三箇所あり、其一は六百六十八坪餘、其一は百五十九坪、其一は六百二十三坪あり、其高さ百六十八尺許、東は和泉谷と称し、丘の間に畑あり、民家あり、南は字を箕輪と唱え畑に接して民家あり。西北は東京湾に臨み断崖削れる如し、
大手、空堀、水曲輪等の址尚存す、城地今は悉く松林と為れり、其より往々焦米を出す所ありと云ふ」と書かれている。
現在は、城址の中央部を県道300号線が横切り、城域の大半は近年の宗教法人施設の造成により失われてしまい、周辺の崖や道路向かいの高台にわずかに面影を残すのみとなっている。

## 天文21年の戦い　武田信常　VS　里見義堯、義弘
天文21年（1552年）、小田原の北条氏康は、椎津城の武田信政と万喜城（夷隅町万木）の土岐頼定（或いは其の子土岐為頼(萬喜弾正少弼)以下同じ。)を味方に引き入れようとした。武田信政は北条と結んだが、土岐頼定は拒絶して里見氏に注進したため、里見義堯、義弘父子は、機先を制して武田信政の椎津城攻略に向かった。『里見代々記、房総軍記』。
この里見氏の侵攻時に前線の久保田城を守備していたのは、笹子城主、武田信茂の三男で椎津城家老の武田信常（真里谷源三郎信常）である。
里見軍は、武田信常の守る久保田城を包囲したが、後詰がなく落城必至とみて武田信常は椎津城に向けて脱出するが、笠上川ほとりで討死した。
天文21年（1552年）11月4日、里見義堯は、土岐頼定（万喜城）、正木時茂（大多喜城）を先方に2千の兵で、武田信政が北条氏の援軍を含む１千の兵で守る椎津城に攻撃した。
この戦いで武田方は敗れ、武田信政は城に火をかけ城中で自刃した。
武田一族は、この戦いに駆けつけ、笹子城の武田信清らを除き、ほとんど戦死した。
この戦で上総の国はほとんど里見義堯の手中に入った（『房総軍記』）。

## 「椎津合戦」後の北条氏、里見氏の争奪
天文21年（1552年）の「椎津合戦」後、北条氏と下総方面に進出する里見氏との間で椎津城、久保田城の争奪戦が繰り返された。
- 元亀元年（1570年）6月2日の北条方の千葉胤富から一族の井田胤徳に対して宛てた書状では、敵の里見氏が上総下総西筋に侵攻し、窪田山（袖ヶ浦市）、生実（千葉市）近辺の両所に地形を見立てて城普請を推し進めている、築城を阻止するため北条氏政に使者を立てて加勢を要請するとともに、井田、原、牛尾氏に出陣を命じている。「千葉胤富書状」（『井田家文書』）

「千葉胤富書状」（『井田家文書』）
「今度房衆（里見氏）窪田（袖ヶ浦市）山地利ニ取立□□□当国西筋悉可懸手扱ニ候間、地利不出来以前、雖可及一行候、遅々之内漸一両日之間ニ、可出来之由候間、不及是非候、然処ニ又生実（千葉市）近辺ニ敵地形見掛候間、窪田普請出来候者、翌日普請可打立事候、至于其儀者、一ヶ所さへ当国手詰ニ候、况両城成就候ハヽ、西筋者無論、過半敵可入手事眼前候之間、普請未熟之刻、即乗向可付是非候、（北条）氏政へも加勢之儀、所望候、原十郎（胤栄）昨日以牛尾（胤仲）如申上候、両地出来候者、何事も不可有所詮候、急速之行ニ極之由候、此時候間、人衆召連、来五日当地近辺ヘ必着陳尤候、在例式之様者、是以不可然候、為其急度被仰出候、謹言、
　（元亀元年）六月二日　（千葉）胤富　　井田平三郎（胤徳）殿」
- 天正期の椎津城やその前面の久保田城は、北条氏にとって里見支配領域との境目を押さえた重要な城であったため、

北条氏は、ここに原氏や高城氏、酒井氏といった武将たちに交代で城番を命じている。
- 天正4年（1576年）頃の12月11日、椎津城の前面にある久保田（窪田）城においては、北条家臣の松田憲秀が下総の原邦長、邦房に、久保田城の番として原氏が2500人出すことについて、1000人しか出せないとの人員の赦免要請は認められないので、毎度通りに2500人出すようにと書状を出している[12]。

「松田憲秀書状」（『松田仙三氏所蔵原文書』）
「急度申候、其地窪田（袖ヶ浦市）御当番、定御番普請貳千五百人ニ候処、此内千人御披露之上、被成間敷之由候歟、御大途（北条氏）御赦免之儀、努無之候、如毎度、貳千五百人可有御勤候、為其一翰申入候、恐々謹言、
　（年未詳）極月（十二月）十一日　松尾（松田）憲秀　　　原大（邦長）原太炊（邦房）　御陣所」
- 天正5年（1577年）6月5日、北条氏政が土気城主の酒井伯耆守康治に、椎津の城番は高城（胤辰）であったが、高城は大手（出陣）に回すので、椎津へは東金(酒井政辰)と相談して酒井氏の人数を早く入れるよう、書状を送っている。「北条氏政書状」（『三浦文書　千葉市立郷土博物館所蔵』）[12]

「北条氏政書状」（『三浦文書　千葉市立郷土博物館所蔵』）
「雖顕先書、猶遣飛脚候、椎津地之当番、高城（胤辰）ニ候ヘ共、高城大手へ参陣之間、人衆可引由申付候、彼地ヘ相当程、東金（酒井政辰）相談、自両所、早々人衆を籠置肝要候、恐々謹言、
（天正五年）六月五日　（北条）氏政　酒井（康治）伯耆守殿」
その後、天正5年（1577年）、北条氏政と里見義弘の間で和睦し同盟が結ばれ（房相一和）、豊臣秀吉の小田原攻めが動き出すまで、両者の間では直接大きな戦は起きなかった。

## 小田原征伐による落城
天正18年（1590年）の小田原征伐による豊臣軍の房総侵攻により、椎津城が落城したことから、久保田城もその際落城した（『上総町村誌』）。
なお、小田原征伐の際、豊臣軍別動隊が房総に侵攻した時に、椎津城や隣接する久保田（窪田）城にも下記の文書のとおり、城番が在城していたことがわかる。
『房總軍記　巻の七』
（小田原城落城の事）
「（略）其の外、關八州に立籠る城々は、大胡、小幡、伊勢崎、新田、倉賀野、那和、前橋、安中、小泉、箕輪、木部、臼井、免取、飯野、立林、佐野、足利、壬生、皆川、藤岡、加沼、小山、榎木、深谷、忍、川越、松山、木栖、菖蒲、岩付、羽丹生、江戸、津久居、八王寺、甘縄、新居、三崎、高野臺、鳥手、關宿、小金、布川、米本、助崎、安孫子、印西、臼井、椎津、窪田、萬喜、長南、池和田、大須賀、東金、八幡山、東野、山室、岩崎、守山、古河、土氣、成戸、小久保、土浦、相馬、木溜、江戸崎、栗橋、筧水、此の外の城々數を知らず。
（中略）其の外、佐野、足利、津久井、關宿、相馬、東金を初めとし、關八州の城々、或いは攻め落とされ、又は降人となりしかば、氏政舎弟北條美濃守氏親も、韮山の城を開け渡し、徳川家康へ降人となつて出でられけり。よって今は小田原一城を、諸國の軍勢取り囲んで、攻め動すこと夥し。」
天正18年5月10日までには、浅野長吉（長政）以下の豊臣軍別動隊2万は、土気城、東金城を攻略し、同月20日までには下総・上総の諸城を制圧して安房の国境まで進軍している。
「羽柴秀吉朱印状写」（『難波創業録』）
「一昨日十日書状今十二日巳刻到来候、下總國之内とけ（土気・千葉市）、東金（東金市）両城請取旨。得其心候事、（以下略）
（天正十八年）五月十二日　　朱印
　浅野彈正（長吉）少弼とのへ　木村（一）常陸介とのへ」
天正18年5月12日、羽柴秀吉が浅野長吉（長政）、木村常陸介に、10日の書状で酒井氏の上総国土気城（千葉市緑区）・同国東金城（東金市）を受け取ったとの報告を了承した旨伝えている。
「羽柴秀吉朱印状」（『浅野家文書』）
「急度被仰遣候、鉢形城（寄居町）越後宰相（上杉景勝）中将、加賀宰相（前田利家）両人可取巻由、被仰出候、然（者）、此方より相越候人数、其取巻刻ハ、両人之人数（与）一ツ二成、陣取以下堅申付上ニおゐて、此方より被遣候人数、又ハ佐竹（義宣）・結城（晴朝）、其外八ケ國之内諸侍、御太刀をおさめ候者共召連、何之城成とも、不相渡所於有之（者）執巻、いつれの道にも可討果儀、切々被仰遣候処ニ、こやこや（小屋々）のはしろ（端城）共、二萬餘りの人数にて請取候事、不能分別候事、（中略）鉢形の城可取巻儀、可有之候哉、景勝・利家ニ可入合申候由こそ、堅被仰出候ニ、安房國境目常陸國境目迄、彼おとり人数を召連相越、持かね候城を請取候儀、天下之手柄にハ成申間敷候哉、城相渡者有之ハ、鉢形城を取巻候上にて、それぞれニ上使ニ二百三百充相そへ、人数を遣、うけ取候てこそ可然候か、敵有之所ハ差置、二万計の人数を召連あるき候事、御分別無之候事、（以下略）
（天正十八年）五月廿日（朱印、印未詳）
浅野彈正（長吉）少弼とのへ　木村（一）常陸介とのへ　」
天正18年5月20日、羽柴秀吉が浅野長吉（長政）、木村常陸介に、前田利家、上杉景勝らと合流し、武蔵鉢形城の攻略を進めるべきところ、安房、常陸の国境まで２万の軍勢を小城端城を落とすのにいたずらに費やしているが、天下の手柄にはならない。開城申し出た場合は、鉢形城など敵が在城しているところは包囲して、上使に2、300の軍勢を添えて派遣し、城を請け取れば済むと分別の無さを譴責している。
この後、浅野長政等の軍勢は房総から引き上げ、武蔵国岩付城、鉢形城に転戦している（『浅野家文書』）。